# Kemenesmihályfa
Kemenesmihályfa là một thị trấn thuộc hạt Vas, Hungary. Thị trấn này có diện tích 17,81 km², dân số năm 2010 là 513 người, mật độ 29 người/km².